# Arszawir Ajrapetian
Arszawir Awakowicz Ajrapetian (ros. Аршавир Авакович Айрапетян, orm. Արշավիր Ավագի Հայրապետյան, ur. 17 października 1916 w Agaraku, zm. w grudniu 1998 w Erywaniu) – radziecki i armeński agronom, dyrektor sowchozu, Bohater Pracy Socjalistycznej (1976).

## Życiorys
Wcześnie stracił rodziców, wychowywał się w domu dziecka, gdzie otrzymał podstawowe wykształcenie. Od 1934 pracował w kołchozie, jako kołchoźnik został skierowany do technikum hydromelioracyjnego w Erywaniu, które ukończył w 1938, następnie do 1941 studiował w Armeńskim Instytucie Rolniczym. Od 1941 służył w Armii Czerwonej, brał udział w wojnie z Niemcami, w 1944 został członkiem WKP(b). W 1944 jako dowódca kompanii 1164 pułku piechoty 346 Dywizji Piechoty walczył na 4 Froncie Ukraińskim i 1 Nadbałtyckim, był ranny. W 1946 został zdemobilizowany w stopniu kapitana, kontynuował studia w Armeńskim Instytucie Rolniczym, które ukończył w 1947. Został agronomem w sowchozie, a w 1949 dyrektorem sowchozu w Armeńskiej SRR, który podczas jego dyrekcji stał się jednym z przodujących w ZSRR. Był członkiem Biura KC Komunistycznej Partii Armenii, od 1975 do 1980 sprawował mandat deputowanego do Rady Najwyższej Armeńskiej SRR, był członkiem jej prezydium. W 1971 był delegatem na XXVI Zjazd KPZR. Posiadał tytuł Zasłużonego Agronoma Armeńskiej SRR.

## Odznaczenia
- Medal Sierp i Młot Bohatera Pracy Socjalistycznej (27 grudnia 1976)
- Order Lenina (dwukrotnie, 8 kwietnia 1971 i 27 grudnia 1976)
- Order Wojny Ojczyźnianej I klasy (11 marca 1985)
- Order Wojny Ojczyźnianej II klasy (22 października 1944)
- Order Czerwonego Sztandaru Pracy (dwukrotnie, 30 kwietnia 1966 i 12 grudnia 1973)
- Order Czerwonej Gwiazdy (26 kwietnia 1944)

I medale.